# Giulio Lopes
Giulio Lopes (Poá, 24 de julho de 1959) é um ator, diretor e cenógrafo brasileiro de teatro, televisão e cinema.

## Carreira
Julio Cesar da Silva Lopes, que adotou o nome artístico de Giulio Lopes, nasceu em Poá, São Paulo, em 24 de julho de 1959. Em 1982, estreia no teatro atuando no espetáculo "O Apocalipse ou o Capeta de Caruaru", de Aldomar Conrado, no grupo de teatro amador Caentrenós, dirigido por Silnei Siqueira. A partir daí, seu interesse pelo teatro o levou a receber uma das cinco bolsas de estudos, oferecidas anualmente pelo Instituto de Arte e Ciência (INDAC), através de um concurso que selecionava os cinco melhores candidatos ao curso de interpretação. No ano seguinte é aprovado no exame de seleção da Escola de Arte Dramática (EAD/ECA/USP).
Entre 1992 e 1997, dedicou boa parte de seu tempo à Capital Cenográfica, empresa de desenvolvimento de projetos de cenografia, dando vazão a outra faceta profissional, ainda no campo das artes. Nesse período, contudo, seu envolvimento com a empresa, acabou afastando-o dos palcos, o que o fez tomar a decisão de encerrar o negócio e investir com força total na carreira de ator.
Após a retomada, continuou com suas participações em comerciais e na televisão. Seu retorno aos palcos se deu com o espetáculo "Laços Eternos", de Zibia Gasparetto, onde atuou por um ano. Interpretou o "Berrão", personagem do texto de Plínio Marcos em "Homens de Papel", como ator convidado, numa elogiada montagem de Iacov Hillel com alunos da EAD. Logo depois, integrou o elenco de "O Enigma Blavatsky", uma grande produção sobre a vida de Helena Petrovna Blavatsky, fundadora da Sociedade Teosófica, também dirigida por Iacov Hillel.
Foi durante as apresentações de "Homens de Papel", porém, que o ator recebeu o convite para participar dos testes para escolha de elenco do longa-metragem "Contra Todos" (roteiro e direção de Roberto Moreira). Foi selecionado para interpretar "Teodoro" personagem central da trama. Foi sua estreia no cinema. Sua atuação no filme lhe rendeu dois prêmios de melhor ator: no 8º Cine PE e no XIV FestNatal. "Contra Todos" estreou em novembro de 2004. 
Nos últimos anos tem integrado o elenco de grandes produções do cinema, como: “Meu Nome Não é Johnny” de Mauro Lima; “Salve Geral” de Sergio Rezende, “Verônica” de Maurício Farias, "Real - O Plano Por Trás da História" de Rodrigo Bitencourt e "João, o Maestro" de Mauro Lima.
Atuou também em produções Colombianas, como, "Garcia" no cinema , e "Tiempo Final", na TV.
Na TV brasileira marca presença com várias participações em novelas como, "Malhação", "Insensato Coração", "Passione" e "Verdades Secretas" entre outras. 
Ultimamente tem sido escalado para séries de sucesso como, "Mulher de Fases", "O Negócio",
"Sessão de Terapia" e "Supermax".
No Teatro, onde iniciou sua carreira, integrou o elenco de "O Enigma Blavatsky", "O Inimigo do Povo" e "Homens de Papel", entre outras.
Seus mais recentes trabalhos na TV foram "Deus Salve o Rei" (TV Globo), novela onde interpretou o personagem "Martinho"; "Jezabel" (TV Record), novela onde interpretou o personagem "Safate" e "O Mecanismo" (Netflix) série onde interpretou "Roberval Bruno" (1ª e 2ª temp).

## Filmografia

### Televisão
| Ano     | Titulo              | Personagem               | Notas                                                   |
| ------- | ------------------- | ------------------------ | ------------------------------------------------------- |
| 1998    | Torre de Babel      | Frentista                |                                                         |
| 1999    | Suave Veneno        | Waldecir                 |                                                         |
| 2001    | Sandy & Junior      | Osvaldo                  | Episódio: "Um Beijo na Boca"                            |
| 2006    | Cristal             | Régis                    |                                                         |
| 2007    | Malhação            | Delegado                 |                                                         |
| 2007    | A Grande Família    | Dr. Vitório              | Episódio: "A Dama e o Vagabundo"                        |
| 2007    | Desejo Proibido     | Dr. Tavares              | Episódios: "27–29 de dezembro"                          |
| 2007    | Tiempo Fina         | Roberto                  |                                                         |
| 2008    | Dance, Dance, Dance | Miguel Castilha          |                                                         |
| 2008    | A Favorita          | Serjão                   |                                                         |
| 2008    | Casos e Acasos      | Leonardo                 | Episódio: "O Papai Noel, a Perna Quebrada e o Presépio" |
| 2009    | Três Irmãs          | Juíz                     | Episódio: "29 de janeiro"                               |
| 2010    | Passione            | Roberto Cavarzere        |                                                         |
| 2011    | Mulher de Fases     | Major Rangel             | Episódio: "Um Major e um Menor"                         |
| 2011    | Divã                | Marco Túlio              | Episódio: "Amigos do Passado: Isso tem Futuro?"         |
| 2011    | Insensato Coração   | Matos                    | Episódios: "3–19 de agosto"                             |
| 2011    | Força-Tarefa        | Major Alencar            | Episódio "5"                                            |
| 2011    | Malhação            | Dr. Vinícius de Oliveira |                                                         |
| 2012    | Pedro & Bianca      | Almeida                  | Episódio: "Dez e Dezoito"                               |
| 2013    | O Negócio           | Marco                    |                                                         |
| 2013–14 | Sessão de Terapia   | Nestor Cecatto           |                                                         |
| 2015    | Verdades Secretas   | Renato                   | Episódios: "20–24 de agosto"                            |
| 2016    | Justiça             | Amancio                  |                                                         |
| 2016    | Supermax            | Coronel Silveira         |                                                         |
| 2018–19 | O Mecanismo         | Roberval Bruno           |                                                         |
| 2018    | Deus Salve o Rei    | Martinho Giordano        |                                                         |
| 2019    | Hebe                | Delegado Martins         |                                                         |
| 2019    | Jezabel             | Safate                   |                                                         |
| 2019    | Coisa Mais Linda    | Juiz Israel              |                                                         |
| 2019–21 | Amor de Mãe         | Miguel                   |                                                         |

### Cinema
| Ano  | Titulo                              | Personagem             | Notas          |
| ---- | ----------------------------------- | ---------------------- | -------------- |
| 2002 | Viver no Carnaval                   | Daniel Seidl           | Curta-metragem |
| 2003 | Contra Todos                        | Teodoro                |                |
| 2007 | Antônia                             | Antenor                |                |
| 2007 | Os 12 Trabalhos                     | Ricardo Elias          |                |
| 2007 | Querô                               | Delegado Carlos Cortez |                |
| 2007 | Não por Acaso                       | Jaime                  |                |
| 2007 | Duas Opções                         | Luiz                   | Curta-metragem |
| 2008 | Encarnação do Demônio               | Mario                  |                |
| 2008 | Meu Nome Não É Johnny               | Pai de João Mauro Lima |                |
| 2009 | Verônica                            | Coutinho               |                |
| 2009 | Salve Geral                         | Dávila                 |                |
| 2010 | Garcia                              | Cao                    |                |
| 2010 | Detalhes Conjuntos                  | Rodrigo Rebouças       | Curta-metragem |
| 2011 | Tocaia Para Tuco Valente            | Chico Treva            | Curta-metragem |
| 2014 | Os Amigos                           | Oswaldo                |                |
| 2014 | Se Deus Vier que Venha Armado       | Sargento Mauro         |                |
| 2014 | Tais e Taiane                       |                        |                |
| 2016 | Sol                                 | Dr. Osório             |                |
| 2017 | Real - O Plano Por Trás da História | Edmar Bacha            |                |
| 2017 | João, O Maestro                     | José Martins           |                |
| 2017 | Tarde Demais para Lágrimas          | Walter                 |                |
| 2018 | Pureza                              | Serjão                 |                |
| 2019 | Minha Mãe é uma Peça 3              | Roberto                |                |
| 2022 | Pureza                              | Serjão                 |                |

## Teatro
| Ano  | Titulo                              |
| ---- | ----------------------------------- |
| 1982 | O Apocalipse ou o Capeta de Caruaru |
| 2001 | Laços Eternos                       |
| 2002 | Homens de Papel                     |
| 2003 | Homens de Papel                     |
| 2007 | O Inimigo do Povo                   |